# Samoon
Samoon (arabe : صمون) est un type de pain à la levure qui est consommé principalement en Irak. Il est cuit dans des fours en pierre traditionnels. Il est généralement servi avec une variété d'aliments tels que le houmous, le kebab et le shawarma[réf. nécessaire]. C'est l'un des pains les plus populaires utilisés en Irak, avec le khubz, et dans tout le Levant. Des variantes peuvent être trouvées en Syrie et au Liban. On le retrouve également dans d’autres pays du Moyen-Orient et d’Europe. Un élément différenciateur clé dans la plupart des samoon est l’utilisation de yaourt renfermant des cultures bactériennes vivantes comme levain. Sinon, le processus de fabrication est relativement similaire à celui du pain pita.